# هيئة دبي للاستثمار والتطوير
هيئة دبي للاستثمار والتطوير تأسست عام 2002 بمرسوم من الشيخ مكتوم بن راشد آل مكتوم، وهي شركة حكومية معنية بجذب الاستثمارات الأجنبية والمستثمرين وتنويع الاقتصاد المحلي، وتتخذ من دبي مقراً لها. استمرت أعمال الهيئة حتى عام 2005 وقامت منذ إنشائها بإطلاق عدد من المشاريع والمبادرات التي عززت حضور دبي على الخارطة الاقتصادية. وتولى الشيخ محمد بن راشد آل مكتوم رئاسة هيئة دبي للاستثمار والتطوير، وعيّن كل من محمد عبدالله القرقاوي رئيساً لمجلس إدارة الهيئة وسعيد حسين المنتفق مديراً عاماً للهيئة.

## أهداف الهيئة
تركزت أهداف الهيئة على تطوير إمارة دبي لتكون مركزًا تجاريًا وماليًا عالميًا، وجذب الاستثمارات الأجنبية وتطويرها وتنمية الاستثمارات المحلية.

## مهام الهيئة
كلّفت الهيئة بوضع الاستراتيجيات والسياسات الخاصة بجذب وتشجيع الاستثمارات للمنشآت والشركات التي تستثمر داخل الامارة والعمل على تسهيل اجراءات الترخيص للمنشآت والشركات الكبيرة وتسهيل الاجراءات الحكومية الأخرى. وأنيط بالهيئة إنشاء وامتلاك وتطوير المنشآت والشركات الاستثمارية.

## أبرز المشاريع
نفذت الهيئة عدد من المشاريع والمبادرات الرامية لتنويع الاقتصاد المحلي في دبي وتعزيز مكانتها الاقتصادية، منها:
- مؤسسة محمد بن راشد لتنمية المشاريع الصغيرة والمتوسطة

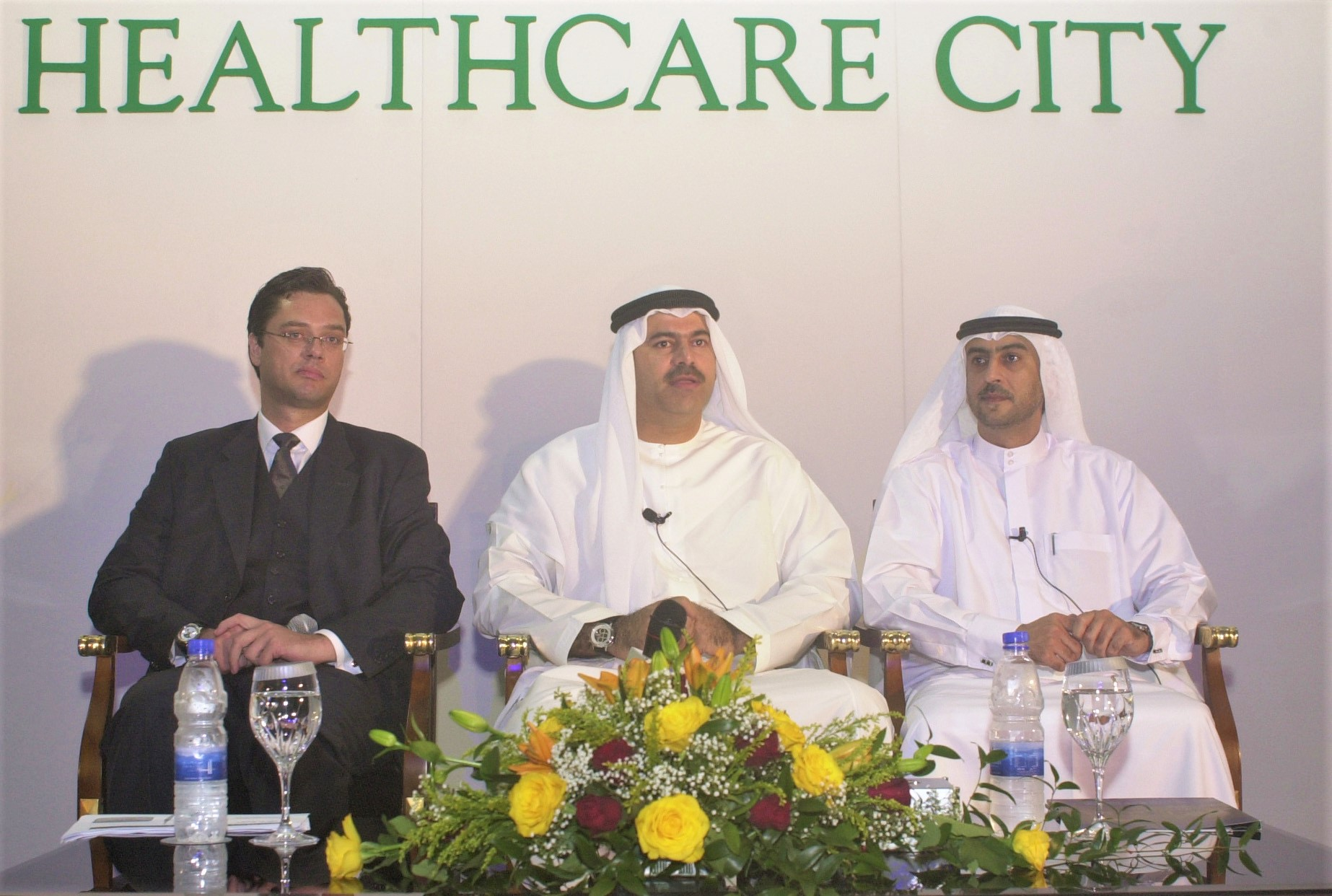
محمد القرقاوي متحدثاً في المؤتمر الصحفي لإطلاق مدينة دبي الطبية

تعد المؤسسة- التي كانت تعرف بمؤسسة محمد بن راشد لدعم مشاريع الشباب- من باكورة المشاريع التنموية لهيئة دبي للاستثمار والتطويرالتي أنشئت في أكتوبر 2002 لتشجيع الشباب في دولة الإمارات على المبادرة بتأسيس مشاريع استثمارية واقتصادية خاصة بهم. ورافق إنشاء المؤسسة تأسيس صندوق انمائي بالتعاون مع بنك دبي الإسلامي برأسمال 700 مليون درهم لتمويل مشاريع الشباب المواطنين.
تولت الهيئة في فبراير عام 2002 إنشاء مشروع "مدينة دبي الطبية"، وهي منطقة اقتصادية تهدف لتحويل الإمارة إلى مركز عالمي متميز للرعاية الصحية، ومقر لتدريس العلوم الطبية وبحوث وتقنيات علوم الحياة، ومركز إقليمي للسياحة العلاجية وذلك بتكلفة اجمالية تبلغ 1.8 مليار دولار أميركي. ونفذت المدينة على مرحلتين، حيث خُصصت الأولى التي تغطي مساحة تبلغ 4.1 مليون قدم مربعة في عود ميثاء للرعاية الصحية والتعليم الطبي الأكاديمي، فيما خُصصت المرحلة الثانية التي تغطي مساحة 22 مليون قدم مربعة في منطقة الجداف دبي، لمراكز تعنى بالرفاهية الصحية وبرامج العناية بجودة الحياة. وتعد سلطة مدينة دبي الطبية الجهة المشرفة على عمل مدينة دبي الطبية.
- المنتدى الدولي للاستثمار

في أكتوبر من العام 2002، أطلقت الهيئة «المنتدى الدولي للاستثمار» بهدف فتح قنوات جديدة للترويج للمنطقة أمام المستثمرين في العالم واستقطاب الاستثمارات الأجنبية إليها.
- دبي لاند ومدينة دبي الرياضية

وضمن هيئة دبي للاستثمار والتطوير، تأسست شركة دبي لتطوير المشاريع السياحية التي تسلمت تنفيذ عدد من المشاريع الكبرى في عام 2003 بهدف ترسيخ مكانة دولة الإمارات كوجهة هامة على خارطة السياحة العالمية، منها مشروع «دبي لاند» بتكلفة أولية بلغت 18 مليار درهم ومشروع مدينة دبي الرياضية ضمن «دبي لاند» التي تضم مجموعة متكاملة من المنشآت الرياضية عالية المستوى.
- بورصة الطاقة

في فبراير 2004، وفي إطار رؤية وتوجيهات الشيخ محمد بن راشد آل مكتوم لتنويع الاقتصاد الوطني، عملت هيئة دبي للاستثمار والتطوير على تأسيس أول بورصة للطاقة والسلع في العالم العربي بالشراكة مع بورصة نيويورك «نيمكس». وكان الهدف أن تساهم هذه البورصة في توطيد دور المنطقة على المستوى العالمي في مجال تسويق الطاقة والسلع وتعزيز مكانتها كمركز دولي للأعمال والتجارة والمال.
- مدينة دبي الصناعية

في نوفمبر 2004، وجّه الشيخ محمد بن راشد آل مكتوم هيئة دبي للاستثمار والتطوير بإقامة «مدينة دبي الصناعية» على مساحة 560 مليون قدم مربع وذلك بهدف تعزيز مسيرة التنمية الصناعية في دولة الإمارات وتحويلها إلى مركز صناعي يستقطب المستثمرين الصناعيين من مختلف أنحاء المنطقة والعالم لاسيما الاستثمارات العربية الضخمة المستثمرة في الخارج والتي تقدر بقرابة تريليون دولار. وتعد اليوم مدينة دبي الصناعية مقر لحوالي 750 شريكاً تجارياً وأكثر من 5000 متخصص وتضم أكثر من 200 مصنع.